# Dismetria (neurologia)
La dismetria è un tipo di atassia e corrisponde ad un'esecuzione alterata dei movimenti volontari, che risulta sproporzionata ai fini che si propongono; può presentarsi come conseguenza di lesioni del cervelletto e del midollo spinale. 
Il soggetto che ne è affetto presenta una mancanza di coordinazione delle attività motorie (con il movimento stesso che presenta un insufficiente conseguimento oppure un superamento della posizione prevista con la mano, braccio, gamba o occhio). Per questo motivo chi ne soffre presenta difficoltà nell'eseguire piccoli movimenti.
Talvolta viene anche descritta come un'incapacità di giudicare la distanza o la scala. I termini ipermetria e ipometria definiscono in modo più preciso la tendenza, rispettivamente, al superamento o al mancato raggiungimento della posizione prevista.

## Fisiopatogenesi
Il cervelletto è una parte del sistema nervoso centrale che contribuisce alla coordinazione e ai processi motori; anatomicamente, il cervelletto umano ha una forma grossolanamente ovoidale, pesa circa 130-140 grammi, ed è disposto nella fossa cranica posteriore, inferiormente rispetto agli emisferi cerebrali. Al cervelletto giungono afferenze provenienti da diverse aree del sistema nervoso centrale. Tra queste le più note corrispondono alla via cortico-ponto-cerebellare (che controlla la coordinazione e l'esecuzione di diversi movimenti volontari), alla via spino-cerebellare (che governa la postura e i movimenti degli arti) e alla via vestibolo-cerebellare (che provvede all'equilibrio e ai movimenti oculari). 
L'integrazione sensitivo-motoria è la modalità con cui il cervello integra le informazioni ricevute dai neuroni sensoriali (o propriocettivi) dal corpo, comprese tutte le informazioni visive. In sostanza le informazioni che arrivano dalla periferia portano i dettagli dei movimenti durante la loro stessa esecuzione permettendo così al cervelletto di controllare il tono muscolare nel corso dell'esecuzione del movimento, adattando lo stato di contrazione muscolare alle variazioni di carico o delle richieste fisiologiche sia per ampiezza, sia per efficacia, traiettoria e durata del movimento. Avviene inoltre una integrazione con le informazioni provenienti dalla retina che a livello del sistema nervoso sono tradotte in informazioni spaziali. L'integrazione sensitivo-motoria è pertanto fondamentale per l'esecuzione di qualsiasi compito motorio e si svolge nella corteccia post-parietale. Dopo che le informazioni visive sono state tradotte in indicazioni spaziali, il cervelletto ha il compito di elaborare tutti questi dati per eseguire il compito motorio. È evidente che se vi sono danni ad uno o più dei percorsi nervosi che collegano tutte queste aree cerebrali, può verificarsi dismetria.
La dismetria si trova spesso in individui affetti da sclerosi multipla (SM), sclerosi laterale amiotrofica (SLA) e persone che hanno sofferto di tumori o ictus. Gli individui che hanno ricevuto una diagnosi di atassia spinocerebellare autosomica dominante (SCA) sono frequentemente soggetti a dismetria.

### Dismetria motoria
Dismetria motoria è il termine che viene abitualmente usato quando una persona si riferisce alla dismetria. La dismetria degli arti, causata da sindromi emisferiche, si può manifestare in diversi modi: disritmia di mani e piedi e disdiadococinesia, che è la compromissione della capacità di eseguire rapidi movimenti alternati. Il danno al cervelletto rende una persona lenta nell'orientare gli arti e le estremità corporee nello spazio.

### Movimenti saccadici
I movimenti saccadici sono movimenti rapidi e simultanei creati dall'occhio per ricevere informazioni visive e spostare la linea di visione da una posizione all'altra. Ogni individuo dipende profondamente dalla capacità di accuratezza di esecuzione di questi movimenti. L'informazione viene ricevuta dalla retina, è quindi tradotta in informazioni spaziali e viene infine trasferita ai centri motori perché vi sia una corretta risposta motoria. Una persona con dismetria saccadica produrrà costantemente movimenti anormali degli occhi, tra cui in particolare movimenti microsaccadici, flutter oculare scosse e scatti, anche quando l'occhio è a riposo. Durante i movimenti oculari si verificano movimenti saccadici ipometrici e ipermetrici; inoltre l'interruzione e il rallentamento del normale movimento saccadico è un evento comune.

## Cause
Si ritiene che la dismetria possa essere causata da lesioni nel cervelletto oppure da lesioni nei nervi propriocettivi che veicolano al cervelletto, il quale ha il compito di coordinare le informazioni visive, spaziali e altre informazioni sensoriali con il controllo motorio. Il danno ai nervi propriocettivi non consente al cervelletto di valutare con precisione dove dovrebbero essere indirizzati i movimenti della mano, del braccio, della gamba o dell'occhio. Queste lesioni sono spesso secondarie a ictus, sclerosi multipla (SM), sclerosi laterale amiotrofica (SLA) o tumori.
Se la teoria del controllo motorio come processo di apprendimento che utilizza una schiera di generatori di pattern regolabili (APG) fosse confermata, allora la rottura di questi APG potrebbe anch'essa essere alla base dell'atassia e della dismetria e, una volta identificati questi danni motori primitivi, i medici potrebbero essere in grado di isolare le aree specifiche responsabili dei problemi cerebellari.
Esistono due tipi di disordini cerebellari che producono dismetria, in particolare le sindromi cerebellari della linea mediana e le sindromi cerebellari emisferiche. Sindromi cerebellari della linea mediana possono causare dismetria oculare, che è una condizione in cui le pupille dell'occhio sovrastimano il movimento. La dismetria oculare rende difficile focalizzare la visione su un oggetto. Le sindromi cerebellari emisferiche causano invece la tipica dismetria motoria.
La sindrome motoria cerebellare può facilmente causare dismetria: questa sindrome è anche caratterizzata da alterazioni della marcia (conosciute anche come atassia), movimenti oculari disordinati, tremore, difficoltà a deglutire e scarsa capacità di articolare le parole. Anche la sindrome cerebellare cognitivo-affettiva (CCAS) può causare dismetria.

### Controllo motorio come processo di apprendimento
Ricerche recenti hanno anche messo in luce un processo specifico che, se interrotto, potrebbe essere la causa di atassia e dismetria. Sembra infatti che il controllo motorio possa essere un processo di apprendimento che si verifica nelle sinapsi dei dendriti delle Cellule di Purkinje. Sono state elaborate diverse teorie sulle modalità con cui il cervelletto riesce a controllare questo processo. Alcuni autori ritengono che il cervelletto sia un apparato generatore di pattern regolabili (APG), ognuno dei quali genera un impulso ("comando burst") di intensità e durata variabili. Altri modelli teorici (con possibili ricadute in applicazioni robotiche), propongono che il cervelletto acquisisca un "modello inverso dell'apparato motorio". Ricerche più recenti in elettrofisiologia hanno evidenziato strutture modulari nel midollo spinale conosciute come "strutture motorie primitive". Sulla base del modello APG, i moduli APG sono i principali controllori dell'apprendimento motorio. L'intero processo presenta un feedback positivo. L'input inibitorio viene trasmesso e ricevuto da vari componenti della corteccia cerebrale, compreso il nucleo cerebellare, cellule corticali motorie e le cellule di Purkinje. Le cellule di Purkinje trasmettono l'informazione inibitoria ottenendo informazioni di apprendimento da fibre parallele provenienti da cellule granulari. Questo modello di APG è utile in quanto descrive efficacemente il processo di apprendimento motorio.

## Diagnosi
La diagnosi di qualsiasi malattia o sindrome cerebellare dovrebbe essere effettuata da un neurologo qualificato. Prima di indirizzare un paziente a un neurologo, un medico di medicina generale o d'urgenza dovrebbe comunque eseguire una valutazione neurologica di base, in particolare una prova indice-naso. Questa prova è di semplice esecuzione e richiede che il medico esaminatore alzi un dito davanti al paziente e gli chieda di toccarlo con il proprio dito per poi andare a toccare il suo naso con lo stesso indice. La prova viene ripetuta più volte. Questa prova mette in evidenza la capacità del paziente di giudicare la posizione di un bersaglio. Altri test che potrebbero essere eseguiti sono di natura simile e includono il cosiddetto test tallone-ginocchio. Se il test indice-naso o il test tallone-ginocchio danno un esito positivo è opportuno l'invio o la sdiscussione del caso con un neurologo e l'eventuale esecuzione di una risonanza magnetica cerebrale per determinare eventuali danni al cervelletto.
I pazienti con problemi cerebellari incontrano difficoltà ad adattarsi a variazioni impreviste dell'inerzia che deve essere vinta dagli arti. Questa difficoltà può essere sfruttata per evidenziare meglio la dismetria e confermare una diagnosi di disfunzione cerebellare. I pazienti tendenzialmente mostrano anche una risposta anomala ai cambiamenti di smorzamento del movimento. Questi risultati confermano un ruolo del cervelletto nella previsione dei movimenti.

## Trattamento
La dismetria è il sintomo di un altro problema medico di base e attualmente non esiste una cura specifica. È comunque possibile assumere alcuni farmaci per tenere la sintomatologia sotto controllo. Alcuni medici consigliano per il trattamento della dismetria l'isoniazide (un farmaco che viene generalmente utilizzato per la terapia della tubercolosi) e il clonazepam (una benzodiazepina dotata di proprietà anticonvulsivanti, ipnotiche miorilassanti e sedative - utile in particolare nelle forme di dismetria associate a tremore e/o nistagmo).
Secondo alcuni autori gli esercizi di Frenkel (un trattamento dell'atassia basato su alcuni esercizi fisioterapici sistematici, lenti e ripetitivi, di difficoltà progressivamente aumentata) sembra possano essere di giovamento. L'idea alla base di questo approccio è che con l'esercizio ripetuto il cervello imparerà a compensare i deficit del cervelletto.
Nel Regno Unito è stato autorizzato l'uso sperimentale di cannabis per il trattamento della dismetria (considerata efficace nel trattamento del tremore in soggetti con sclerosi multipla), ma allo stato non esistono lavori scientifici di qualità che possano supportare un simile approccio. Questa mancanza di lavori scientifici è dovuto allo scarso interesse economico delle case farmaceutiche per l'impossibilità di brevettare una qualsiasi pianta che cresce in natura.